# Liste de villes thermales en Hongrie
 (décembre 2019).
Il y a un bon nombre de villes thermales en Hongrie. Parmi les plus anciennes et les plus visitées se trouvent les stations thermales de Budapest, Hévíz, Hajdúszoboszló, Bükf ürdő, Sárvár et Zalakaros. En 2017, les spas hongrois ont accueilli plus de 900 000 visiteurs, dont environ la moitié étaient des étrangers, originaires d'Autriche, d'Allemagne et de Russie.

## Liste

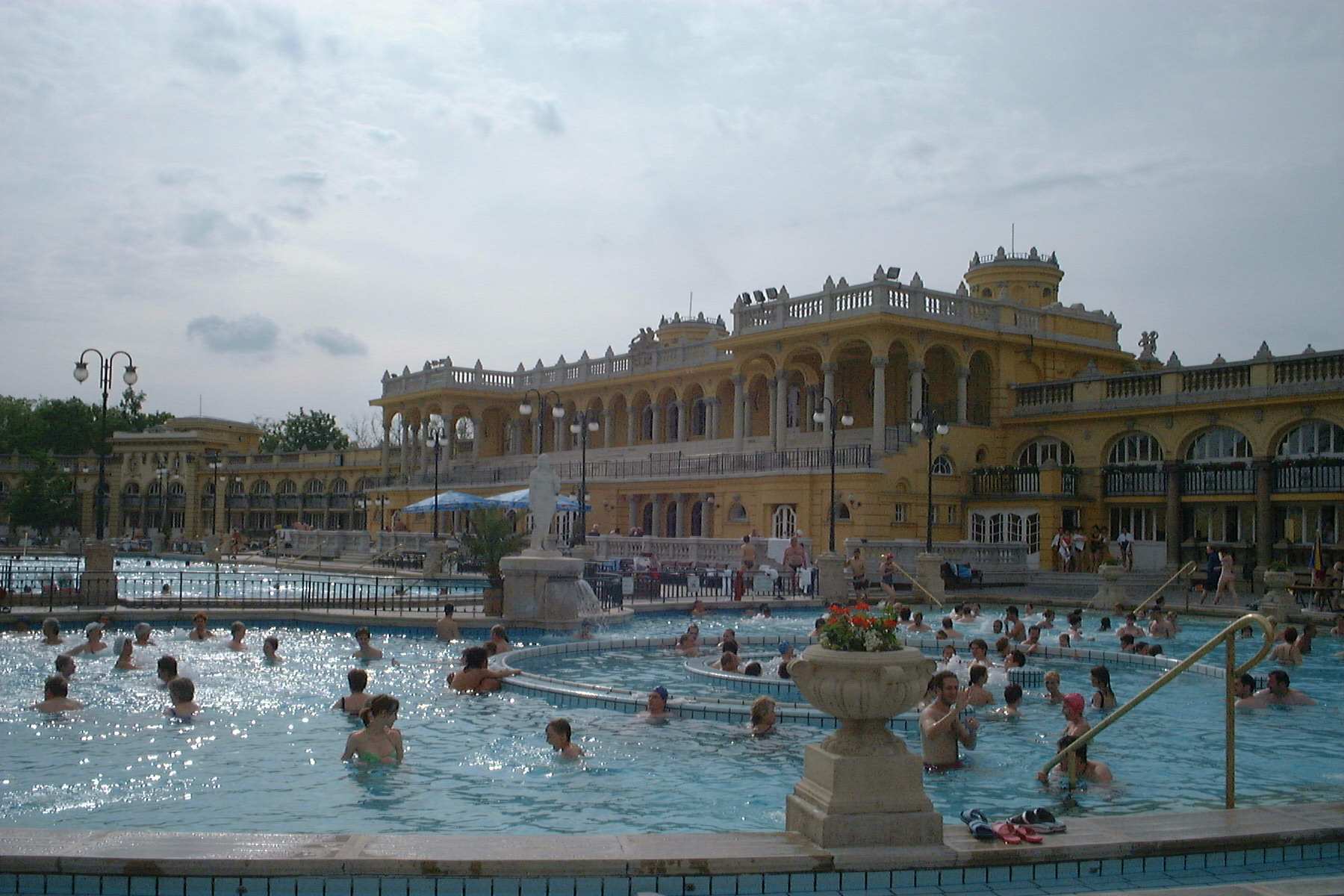
Le bain thermal Széchenyi à Budapest.

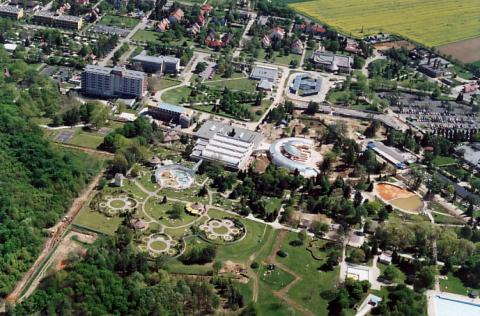
Photo aérienne de Bükf ürdő.

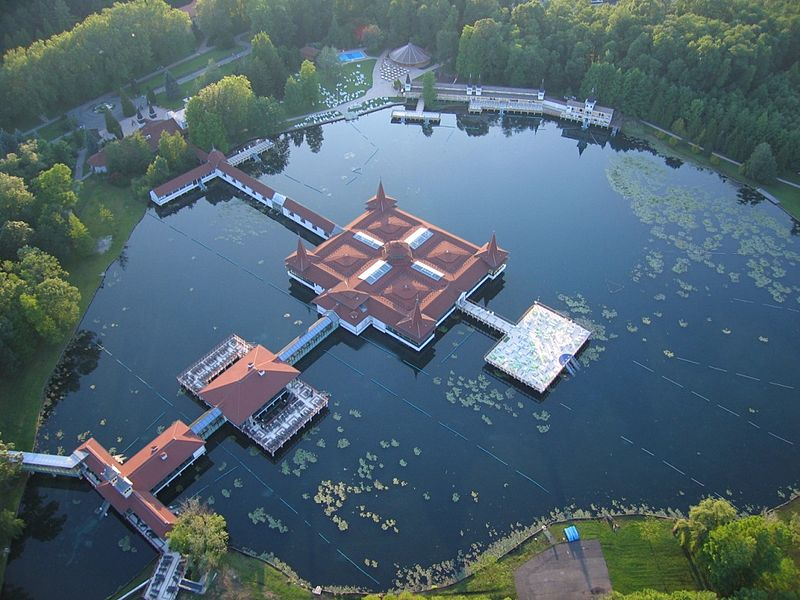
Le lac Hévíz, le deuxième plus grand lac thermal du monde.

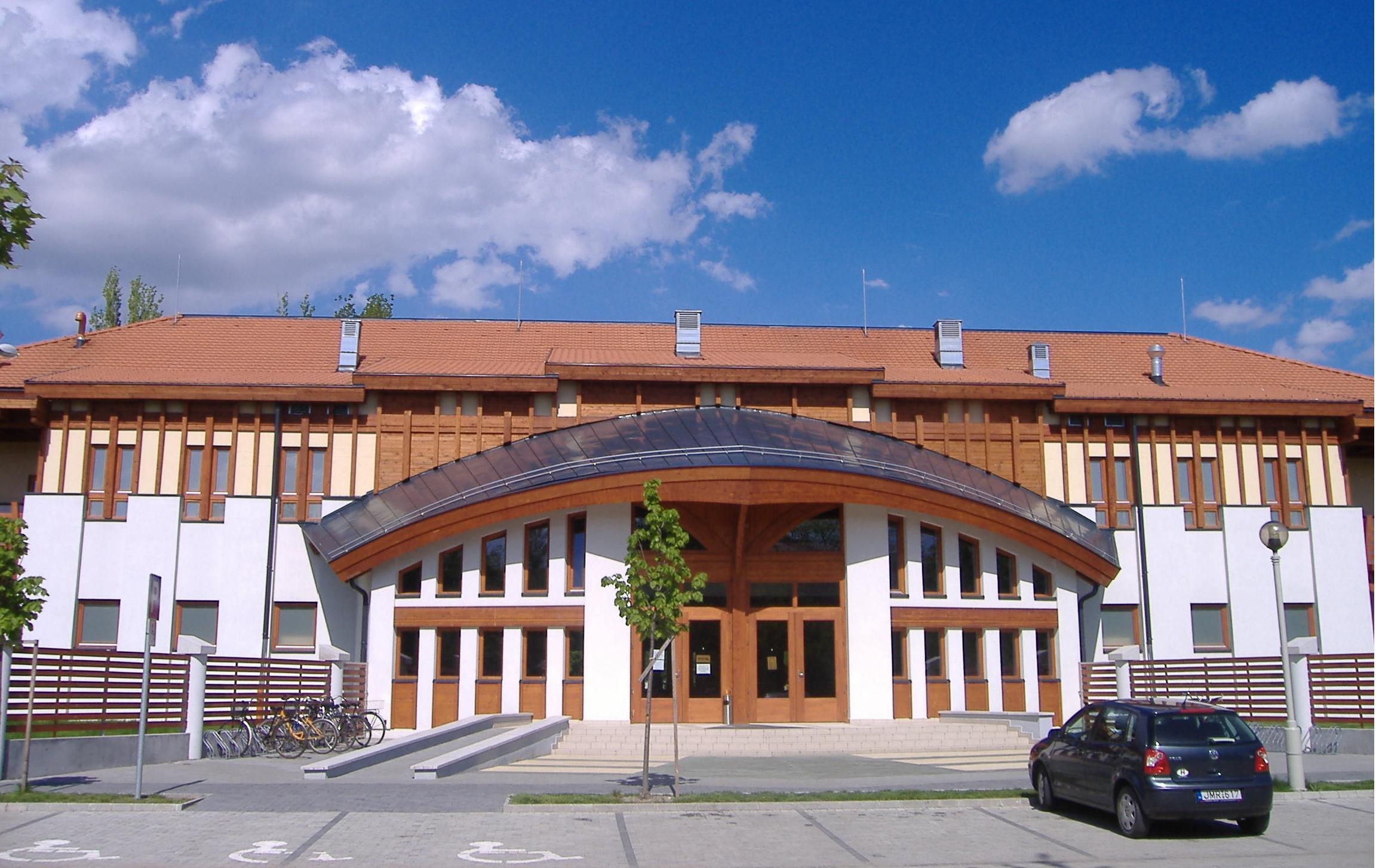
Entrée principale des thermes de Makó.

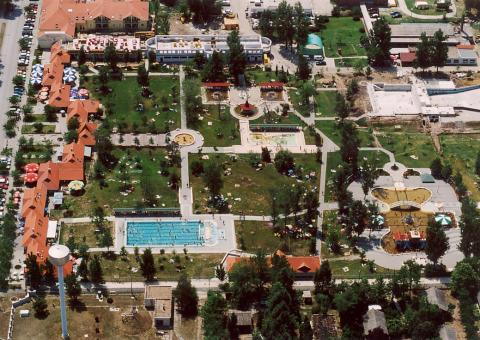
Photo aérienne du spa Cserkeszőlő.

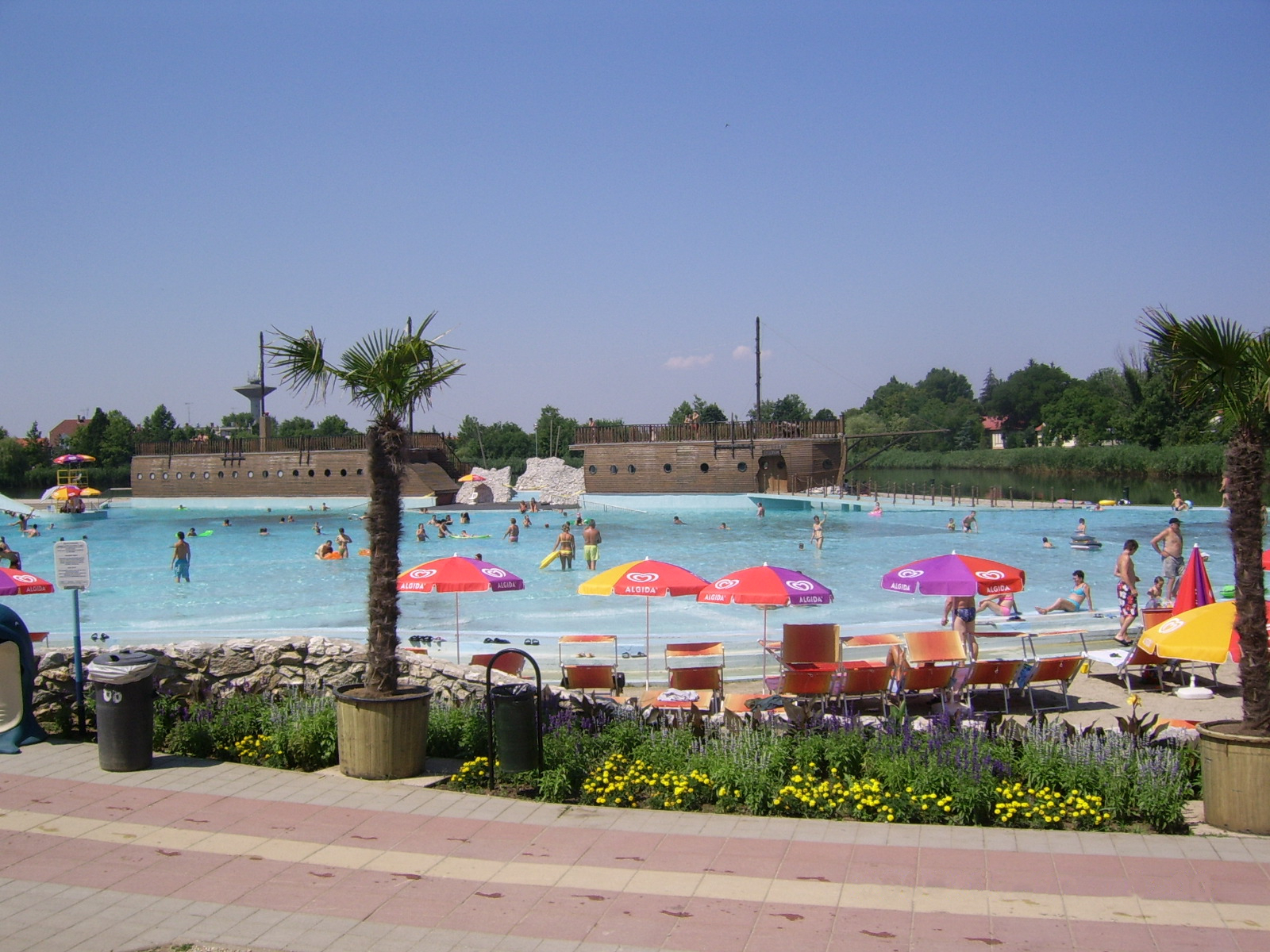
Spa à Hajdúszoboszló.

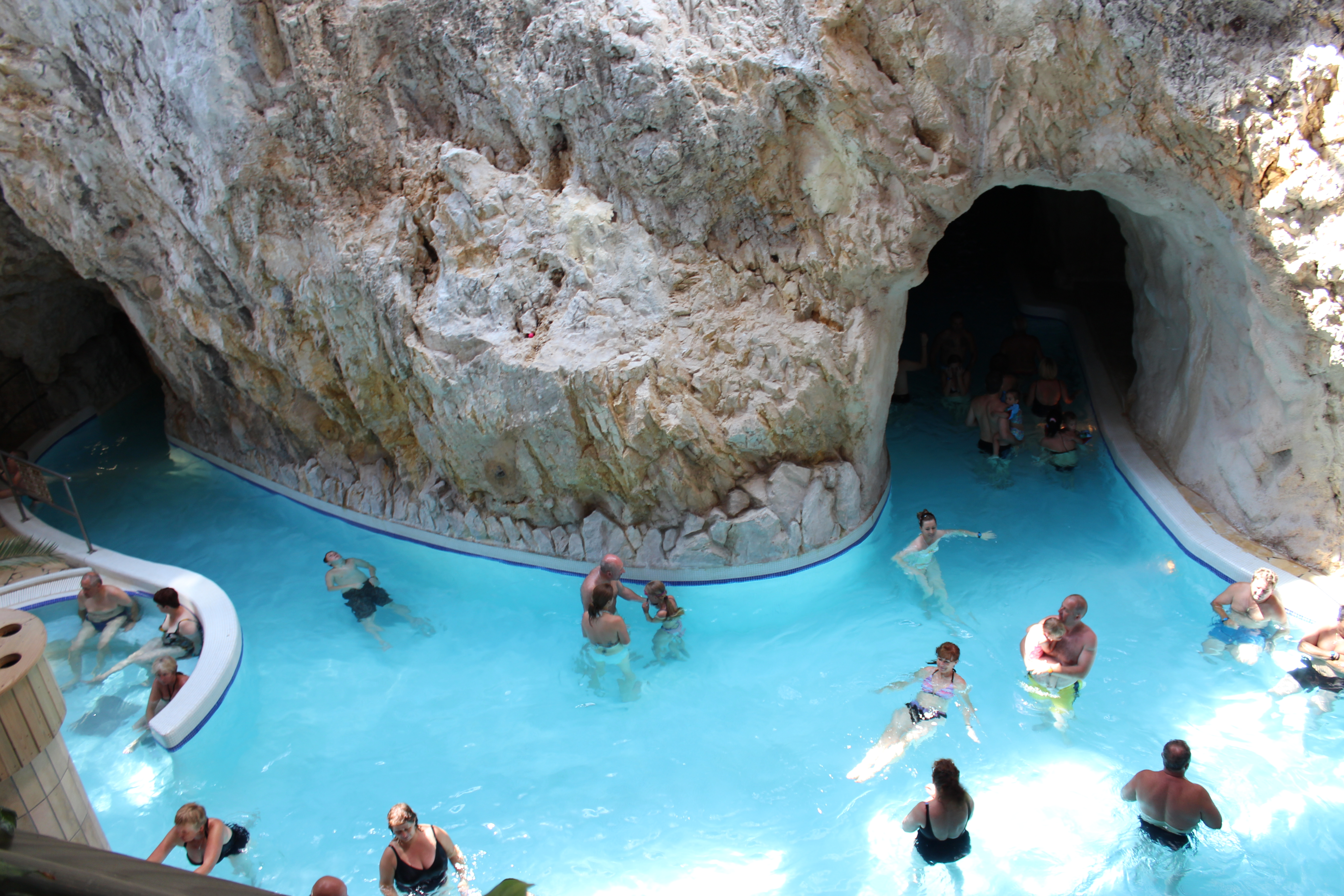
Derrière l'entrée de Cave Bath.

Ci-dessous, une liste des villes thermales de Hongrie[a] : 
- Budapest : 
  - Bains Gellért
  - Bains Király
  - Bain thermal Rác
  - Thermes de Rudas
  - Bain thermal Széchenyi
- Comté de Győr-Moson-Sopron : 
  - Hegykő
  - Kapuvár
  - Lipót
  - Mosonmagyaróvár
- Comté de Vas : 
  - Bük (Bükfürdő)
  - Körmend
  - Sárvár
  - Szombathely
- Comté de Zala : 
  - Alsópáhok
  - Hévíz
  - Kehidakustány
  - Keszthely
  - Zalakaros
- Comté de Komárom-Esztergom : 
  - Esztergom
  - Komárom
  - Tata
- Comté de Veszprém : 
  - Balatonfüred
  - Papa
  - Tapolca
- Comté de Somogy : 
  - Nagyatád
- Comté de Tolna : 
  - Tamási
- Comté de Baranya : 
  - Harkány
  - Szigetvár
- Comté de Bács-Kiskun : 
  - Kiskunhalas
  - Kunszentmiklós
  - Tiszakécske
  - Lakitelek (Tőserdő)
- Comté de Csongrád : 
  - Algyő
  - Csongrád
  - Szeged (Kiskundorozsma)
  - Makó
  - Mórahalom
  - Szentes
- Comté de Békés : 
  - Gyomaendrőd
  - Orosháza (Gyopárosfürdő)
  - Gyula
  - Szarvas
- Comté de Jász-Nagykun-Szolnok : 
  - Berekfürdő
  - Cserkeszőlő
  - Jászapáti
  - Kisújszállás
  - Martfű
  - Mezőtúr
  - Tiszaörs
  - Túrkeve
- Comté de Hajdú-Bihar : 
  - Balmazújváros
  - Debrecen
  - Hajdúböszörmény
  - Hajdúszoboszló
- Comté de Szabolcs-Szatmár-Bereg : 
  - Fehérgyarmat
  - Kisvárda
  - Nyíregyháza (Sóstóhegy)
  - Vásárosnamény
- Comté de Borsod-Abaúj-Zemplén : 
  - Bogács
  - Mezőkövesd (bains de Zsóry)
  - Miskolc (Miskolctapolca)
  - Tiszaújváros
- Comté de Heves : 
  - Bükkszék
  - Egerszalók
  - Mátraderecske
  - Parád (Parádfürdő)

## Voir également
- Tourisme en Hongrie
- Spas à Budapest
- Liste des villes thermales